# Hora–madonna-komplexet
Hora–madonna-komplexet är ett psykoanalytiskt begrepp. Det syftar på att vissa män har svårt att se kvinnor som sammansatta individer när det gäller deras sexualitet.
Idén föreslogs först av Sigmund Freud. Freud fann att vissa män hade svårt att se en och samma kvinna som mål för både romantiska och sexuella begär. Kvinnor delades därför i deras medvetande upp i en falsk dikotomi: älskad eller älskarinna.
Den här dikotomin kan leda till många utomäktenskapliga affärer. Teorin menar att mannen vill behålla deras älskade som en ren varelse, frikopplad från den "smutsiga" sexualiteten. Istället söker mannen sexualiteten hos någon annan ("horan").
En del andra av Freuds teorier anses ibland sakna tillräcklig vetenskaplig evidens. Hans psykoanalytiska tankeformel runt madonnan och horan refereras dock fortfarande till, kopplat till modernt könsrollstänkande. Det menas att kvinnor fortfarande blir föremål för en uppsjö av icke-sexuella budskap, något som undantrycker deras förståelse av sin egen sexualitet. Samtidigt värderas de av det omgivande samhället för sin ungdom, smala kroppsform (se anorexi) och sexuella attraktionskraft.
Detta leder även hos kvinnan till en dikotomi. Hon vill (främst) bli respekterad och (sekundärt) eftertraktad.